# Roberto Pessoa
Roberto Soares Pessoa (Fortaleza, Ceará, Brasil; 21 de abril de 1943) es un empresario y político brasileño.

## Carrera política
Inició su carrera política en 1990 en el PFL, siendo elegido diputado estatal por Ceará. En 1994 obtiene la elección para diputado federal siendo reelecto en 1998 y 2002 siempre por el PFL. Se unió a PL en 2003 (que luego de la fusión en 2006 se convirtió en PR ), se unió a PSB en 2015, pero regresó a PR unos meses después.
En 2004 fue elegido alcalde de Maracanaú en la región metropolitana de Fortaleza. Fue reelegido alcalde en 2008 por el Partido da República con Firmo Camurça como vicepresidente, con más del 87% (87.901 votos). En 2014 disputó la elección para vicegobernador en la boleta que lanzó a Eunício Oliveira para gobernador y Tasso Jereissati para el Senado, pero Eunício y Roberto Pessoa fueron derrotados en segunda vuelta en la disputa contra Camilo Santana para gobernador e Izolda Cela para vicepresidente.
Roberto Pessoa es conocido por ser uno de los principales políticos opositores al grupo político de la familia Ferreira Gomes, habiendo participado en acaloradas discusiones personales con Ciro Gomes.
En 2016 se convirtió en vicealcalde de Maracanaú, en la boleta que reeligió a Firmo Camurça con más del 72% de los votos válidos. Es padre de la diputada estatal Fernanda Pessoa.
En 2018 tras perder el mando del partido ante el diputado federal Gorete Pereira, Roberto se incorporó al Partido de la Social Democracia Brasileña para participar en las elecciones como candidato a diputado federal, con el apoyo de los exgobernadores Lúcio y Tasso. Al final del conteo, Roberto resultó electo con 102.470 votos (2,23% de los votos válidos) y es el único diputado federal de su coalición (PSDB) en Ceará. Desde 2018 apoya al entonces presidente Jair Bolsonaro. 